# 1467
1467 (MCDLXVII) je bilo navadno leto, ki se je po julijanskem koledarju začelo na četrtek.

## Dogodki
- Turki zavzamejo Hercegovino

## Rojstva
- 1. januar - Sigismund I., poljski kralj in litovski veliki knez († 1548)
- 26. januar - Guillaume Budé, francoski renesančni humanist, pravnik in filolog († 1540)
- januar - John Colet, angleški humanist in pedagog († 1519)

## Smrti
Neznan datum
- Halil, tretji kan Kazanskega kanata (* ni znano)